# SX250/SX2150

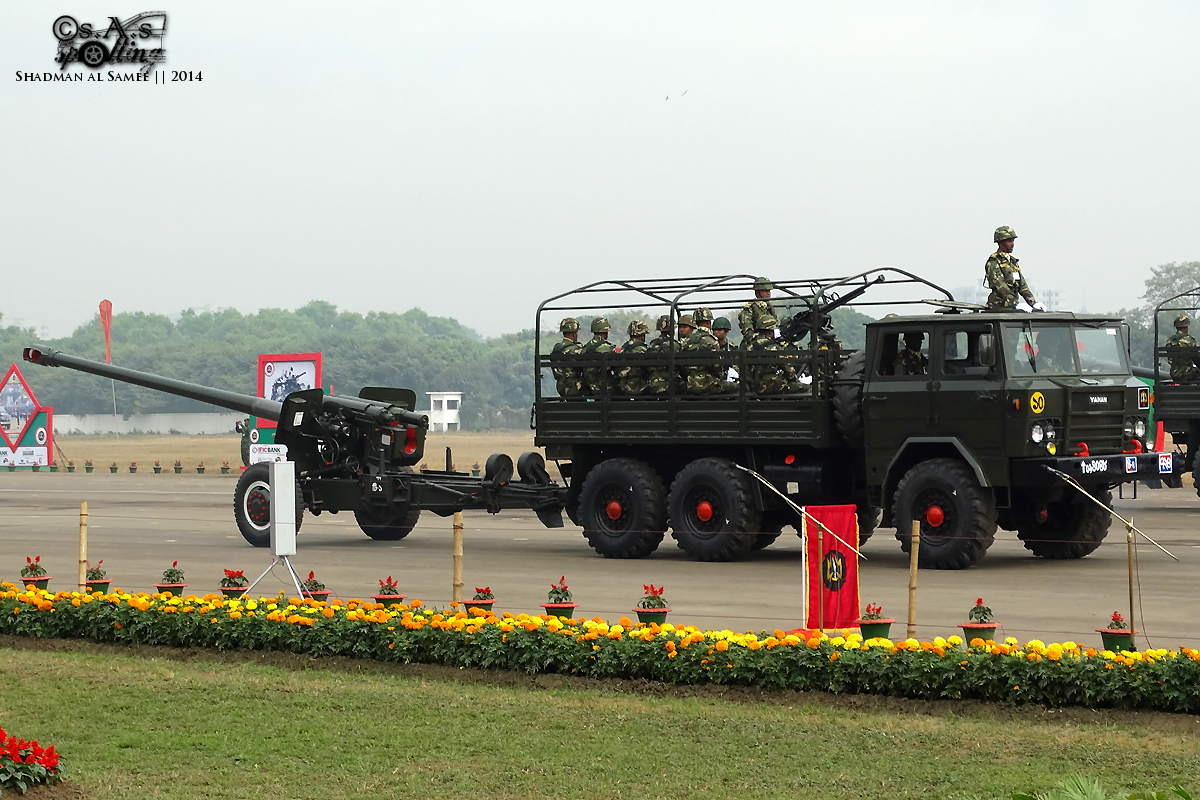

SX250/SX2150は、中華人民共和国製の5トン・6x6の大型トラックである。

## 概要
SX250は、Shaanxi Automobile Works（現在はShaanxi Automobile Corporation Ltd）で、ソビエト連邦製のウラル-375DとフランスのBerliet GBU 15をベースに1960年初めに開発設計され、中国人民解放軍が物資輸送用に使用しているが、後継車であるSX2190も徐々に投入されている。

## バリエーション
- SX2150K

オーストリアの Steyr製 WD615.71 水冷ディーゼル・ターボエンジン（191kW at 2,600r/min）を搭載したモデル。RT11509C ギア・ボックスを装備。

## 主要諸元
- シート数：1+3
- トランスミッション：5速マニュアル
- 車輪数：6X6
- 重量（積荷有り、一般道）：19,490kg
- 重量（積荷有り、オフロード）：14,490kg
- 重量（積荷無し）：9,490kg
- 全長：7.120m
- 全幅：2.520m
- 全高：3.050m
- ホイールベース：3.125m/1.350m
- 燃料タンク容量：280リットル
- 最高速度：70km/h
- 最大勾配度：58%

## 登場作品

### ゲーム
『マーセナリーズ2 ワールド イン フレームス』
アジアン軍が使用するトラックとして登場する。セミトレーラー型、トラッククレーン型、タンクローリー型の3種類が登場する。